# Rensselaer Falls, New York
Rensselaer Falls, New York (енгл. Rensselaer Falls) град је у америчкој савезној држави Њујорк.

## Демографија
По попису из 2010. године број становника је 332, што је 5 (-1,5%) становника мање него 2000. године.
| Група             | 2000.       | 2010.       |
| Белци             | 324 (96,1%) | 313 (94,3%) |
| Афроамериканци    | 0 (0,0%)    | 3 (0,9%)    |
| Азијати           | 1 (0,3%)    | 1 (0,3%)    |
| Хиспаноамериканци | 4 (1,2%)    | 10 (3,0%)   |
| Укупно            | 337         | 332         |